# Inês da Áustria (1154–1182)
Inês da Áustria (1154 — 13 de janeiro de 1182) foi rainha consorte da Hungria pelo seu casamento com Estêvão III da Hungria, e posteriormente, foi duquesa da Caríntia pelo seu segundo casamento com Hermano II da Caríntia.

## Família
Inês foi a filha primogênita do duque Henrique II da Áustria e de sua segunda esposa, Teodora Comnena. Os seus avós paternos eram o marquês Leopoldo III da Áustria e Inês da Germânia. Os seus avós maternos eram Andrônico Comneno, sebastocrator do Império Bizantino e Irene.
Ela teve dois irmãos mais novos: Leopoldo V, Duque da Áustria, marido de Helena da Hungria, e Henrique, duque de Mödling, marido de Riquilda da Boêmia.
Por parte do primeiro casamento de seu pai com Gertrudes de Suplimgemburgo, teve uma meia-irmã, Ricarda, esposa do landegrave Henrique V de Stefling.

## Biografia
Em 1166, o duque Henrique, enquanto mediava um acordo de paz entre o rei Estêvão III da Hungria e o imperador bizantino Manuel I Comneno, propôs uma união entre Inês e o rei húngaro. Contudo, ele decidiu casar-se com Iaroslavna de Halych. Este casamento, porém, não durou muito, e logo ela foi repudiada, em 1168.
Inês e Estêvão se casaram em 1168, quando ela tinha aproximadamente quatorze anos, e o noivo, cerca de vinte e um. Ele era filho de Géza II da Hungria e de Eufrosina de Quieve.
O casal teve um filho: Bela, em 1168, que morreu logo depois do nascimento. Em 4 de março de 1172, o rei Estêvão ficou doente repentinamente e morreu no mesmo dia. Segundo o abade Arnoldo de Lübeck, houve rumores de que a causa do falecimento teria sido envenenamento.
Viúva, Inês retornou a Viena com seu pai, que havia chegado a corte húngara em Esztergom, com destino a Palestina, no dia após a morte do genro.
Pouco tempo depois, a nobre casou-se com o duque Hermano II da Caríntia, filho de Ulrico I da Caríntia e de Judite de Baden. Eles tiveram dois filhos homens.
Hermano faleceu em 4 de outubro de 1181, e Inês morreu três meses depois, em 13 de janeiro de 1182. Ela foi enterrada na abadia Schottenstift, em Viena.

## Descendência
- Ulrico II da Caríntia (1181 – 10 de agosto de 1202), sucessor do pai. Não se casou e nem teve filhos;
- Bernardo da Caríntia (1176 ou 1181 – 4/6 ou 13 de janeiro de 1256), sucessor do irmão. Foi marido de Judite da Boêmia, com quem teve quatro filhos.